# Шпонхайм
Шпонхайм (нем. Sponheim) — община в Германии, в земле Рейнланд-Пфальц. Он принадлежит к объединенному муниципалитету Рюдесхайм. Мэр Бернхард Хаас

## История

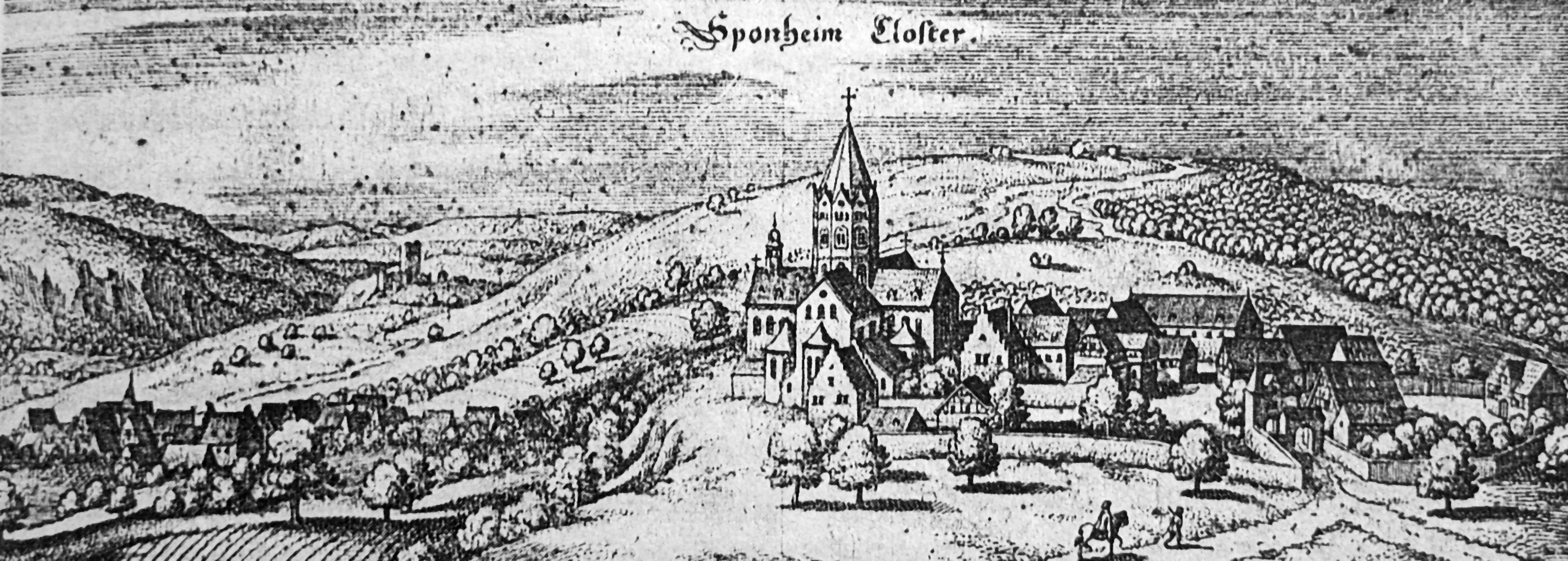
Аббатство Шпонхайм г. 1650

Шпонхайм был столицей графства Спонхайм.

### Аббатство Шпонхайм
Недалеко от замка Спонхейм находилось бенедиктинское аббатство, основанное в 1101 году Стефаном II, графом Спонхеймом. Иоганн Тритемиус был одним из настоятелей. Путешествуя из университета в свой родной город в 1482 году, он был застигнут снежной бурей и укрылся в бенедиктинском аббатстве Шпонхайм недалеко от Бад-Кройцнаха. Он решил остаться и был избран аббатом в 1483 году, в возрасте двадцати одного года. В его время библиотека аббатства увеличилась с пятидесяти единиц до более чем двух тысяч. Однако его усилия не были встречены похвалой, а его репутация волшебника не способствовала его признанию. Растущие разногласия с монастырем привели к его отставке в 1506 году.